# Agrium
Agrium Inc., (NYSE: AGU), é uma empresa canadense de produção, comercialização e distribuição de produtos e serviços agrícolas, atuando nos Estados Unidos e na América do Sul.